# Naz-Sciaves
Naz-Sciaves (Natz-Schabs in tedesco) è un comune italiano di 3 492 abitanti della provincia autonoma di Bolzano in Trentino-Alto Adige. È sito su un altopiano d'alta quota.
Fa parte della comunità comprensoriale Valle Isarco (Bezirksgemeinschaft Eisacktal).
Nel territorio comunale c'è un'ampia produzione di mele.

## Geografia fisica

### Territorio
Nel suo territorio si trovano il biotopo Palù Raier e il biotopo Sommersurs a est della ex-base NATO.

## Origini del nome
Entrambe le parti del toponimo sono attestate nel 1050 come Nouzas, Nouces, Natz e Scouvis, Scoubes, Schabs. Entrambe sono di origine preromana.

## Storia
Presso Sciaves, esisteva il campo d'esercitazione dove si addestravano le truppe dell'Imperial regio Esercito austro-ungarico.
In particolare questo campo d'esercitazione godeva di una posizione centrale nel Tirolo, con il quale dal 1363 al 1918, con poche eccezioni, faceva parte dell'Austria, e risultava pertanto poco distante dal fronte meridionale durante la prima guerra mondiale.
Il territorio attorno a Sciaves presentava e presenta tuttora un paesaggio collinare, e venne quindi considerato un'ottima zona per poter far esercitare le truppe d'assalto. Qui le truppe imparavano le tecniche di costruzione delle postazioni militari, di difesa e di assalto. Inoltre si addestravano per le future battaglie in trincea con bombe a mano, esplosivi, lanciamine, lanciafiamme, coltelli e pugnali.
Fino allo scoppiare della guerra, questa struttura fu sempre più utilizzata e anche sviluppata. Quando le truppe venivano a esercitarsi qui, venivano alloggiate da Vandoies di Sopra fino a Rodengo e ogni giorno dovevano raggiungere la zona d'addestramento marciando.
In seguito la zona d'addestramento fu anche adoperata dall'Alpenkorps bavarese. Anche durante il conflitto, le nuove truppe austriache venivano qui a esercitarsi prima di andare in guerra; le ultime notizie di corsi d'addestramento a Sciaves sono dell'ottobre 1918.
Negli anni 30 la zona fu utilizzata per delle esercitazioni anche dai soldati italiani. In seguito, tra il 1944 e il 1945, i soldati tedeschi si addestrarono qui, dato che sostavano a Bressanone. Oggigiorno restano solo alcuni resti di trincee.
Dal paese di Sciaves ha inizio la val Pusteria. Per questo e per altri motivi, la zona ha avuto un'importanza strategica, infatti ai tempi del fascismo, quando Mussolini decise di costruire il Vallo Alpino in Alto Adige, nella zona furono costruiti una quarantina di bunker, per impedire l'accesso a Bressanone.
Queste opere fanno parte dello Sbarramento Rienza-Rio Valles-Sciaves.
Nel dopoguerra, sempre nel suo territorio comunale, è stata attiva una base NATO dal nome in codice "Site Rigel", dove si ipotizza siano stati collocati dagli statunitensi alcuni ordigni nucleari utilizzabili per prevenire un'invasione sovietica dall'Austria. Gli statunitensi hanno lasciato la base nel 1983 mentre la base ha chiuso verso la fine degli anni ottanta.
Nel 1958 è stato istituito un consorzio di miglioramento fondiario che ha notevolmente intensificato la coltivazione dei meleti.
È il primo comune d'Italia a usufruire di internet attraverso la rete elettrica, che sfrutta la tecnologia PLC - Powerline Communication e la rete di distribuzione elettrica dell'Azienda Servizi Municipalizzati di Bressanone.

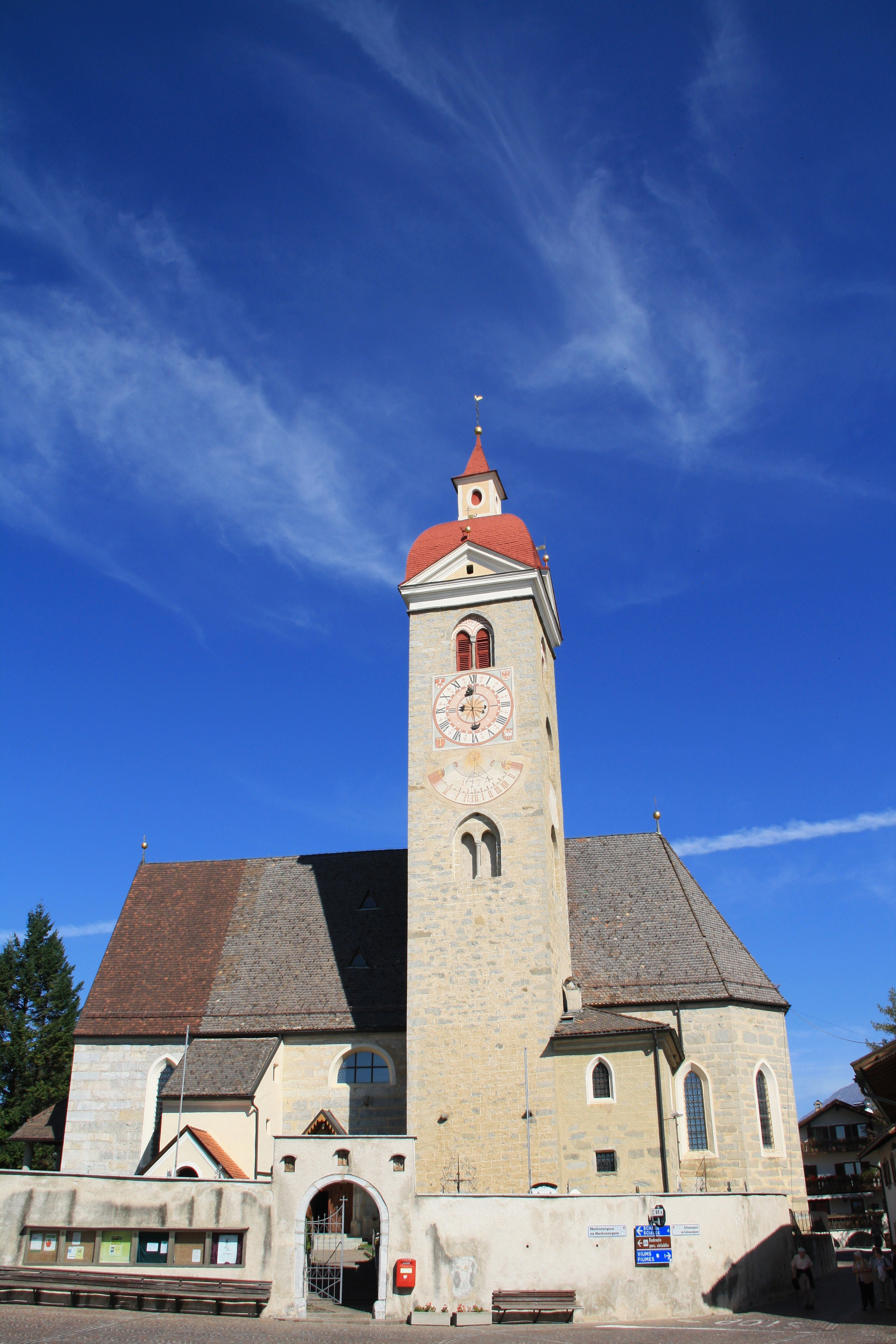
Chiesa dei Santi Filippo e Giacomo.

### Simboli
Lo stemma è troncato di rosso e argento. Nella parte superiore è raffigurata una testa di airone, dalla quale fuoriescono delle fiamme. Si può blasonare:
Riprende l'insegna dei Signori di Sebs und Lyne (dove a volte è riprodotta la testa di un cigno) che abitarono nel villaggio dal 1147; successivamente cambiarono il nome in quello di Schabs. Lo stemma apparve per la prima volta nel 1365 ed è stato concesso con DPGR n. 148 del 20 luglio 1966.

## Monumenti e luoghi d'interesse

### Architetture religiose
- Chiesa dei Santi Filippo e Giacomo
- Chiesa di Santa Margherita a Sciaves.

### Architetture militari

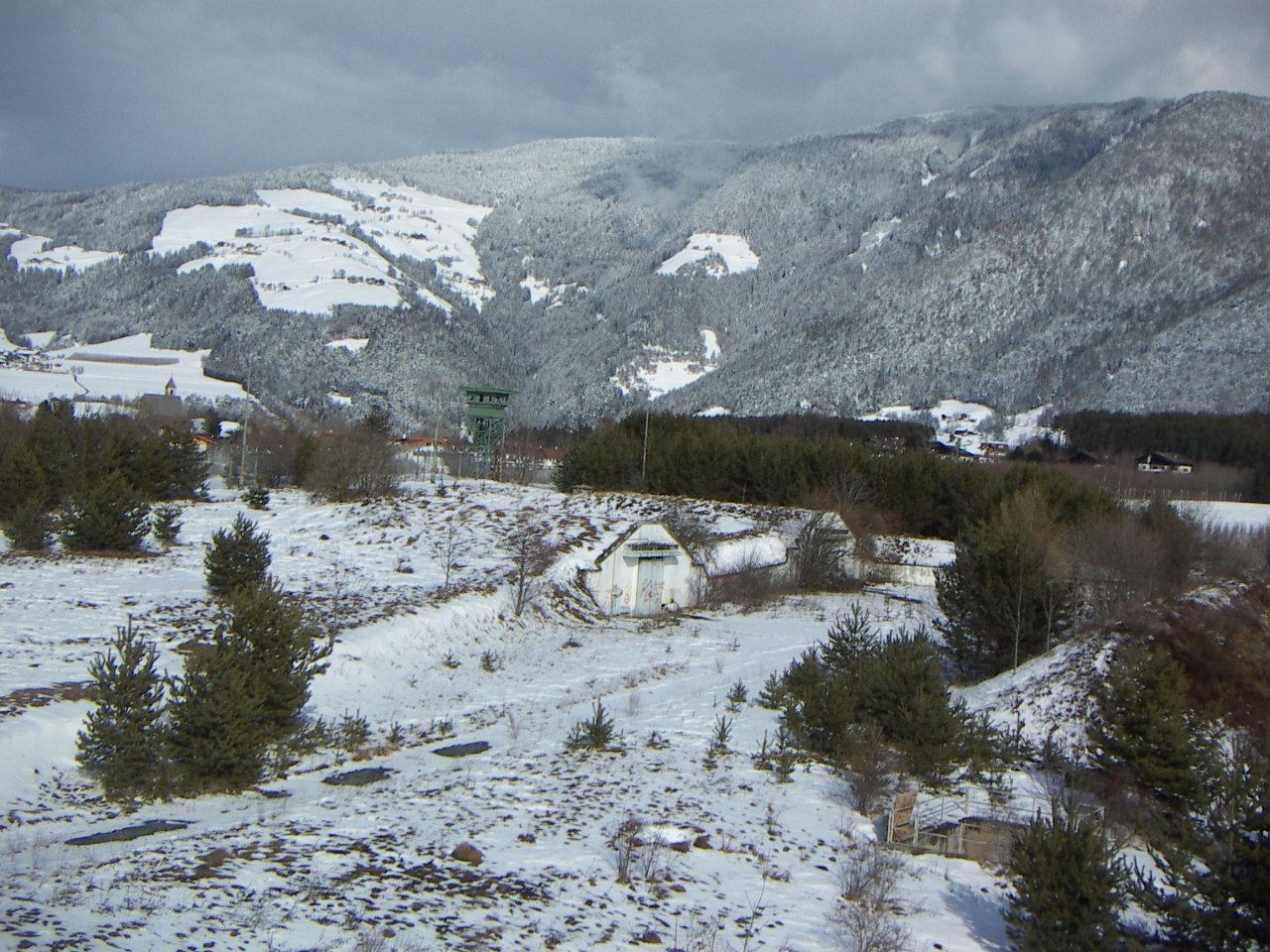
Panoramica della zona ex base NATO

Il Site Rigel è stato il nome di una installazione militare NATO, comprendente un sito statunitense e uno italiano, situata nel territorio comunale di Naz-Sciaves.
Il sito fu utilizzato dal 1960 circa fino al 1983 come deposito di "munizioni speciali" (sinonimo per munizioni nucleari) dell'Esercito statunitense destinate in caso di conflitto con il Patto di Varsavia all'impiego da parte di reparti di artiglieria italiani, stanziati a Elvas e appartenenti alla 3ª Brigata missili "Aquileia", contro un'invasione nemica attraverso il passo del Brennero o la Val Pusteria tramite il varco di Prato alla Drava-Versciaco.
A questo sito fu dato il nome in codice "Rigel".

## Società

### Ripartizione linguistica
La sua popolazione è in larga maggioranza di madrelingua tedesca:
| %      | Ripartizione linguistica (gruppi principali) |
| ------ | -------------------------------------------- |
| 94,61% | madrelingua tedesca                          |
| 4,42%  | madrelingua italiana                         |
| 0,96%  | madrelingua ladina                           |

### Evoluzione demografica
Abitanti censiti

## Geografia antropica

### Frazioni

#### Aica
Aica (in tedesco Aicha) è un piccolo centro abitato, posto vicino al forte di Fortezza.
Ad Aica sorge un importante ponte stradale che collega la Val Pusteria alla Val d'Isarco. Questo imponente ponte fu distrutto mediante bombardamento aereo durante la seconda guerra mondiale dagli americani.
Sopra il centro di Aica, e precisamente al "Col dei bovi" (Ochsenbühel), è stato costruito il Caposaldo Col dei Bovi, un enorme bunker, facente parte del Vallo Alpino in Alto Adige.
Aica è l'uscita italiana del Cunicolo Esplorativo della galleria di base del Brennero.
Il progetto prevede la costruzione di un traforo ferroviario per il traffico AV/AC. Al termine dei lavori previsti dovrebbe risultare il più lungo tunnel del mondo. La copertura massima sarà di 1750 metri circa, contro 2 500 circa del tunnel di base del "San Gottardo".

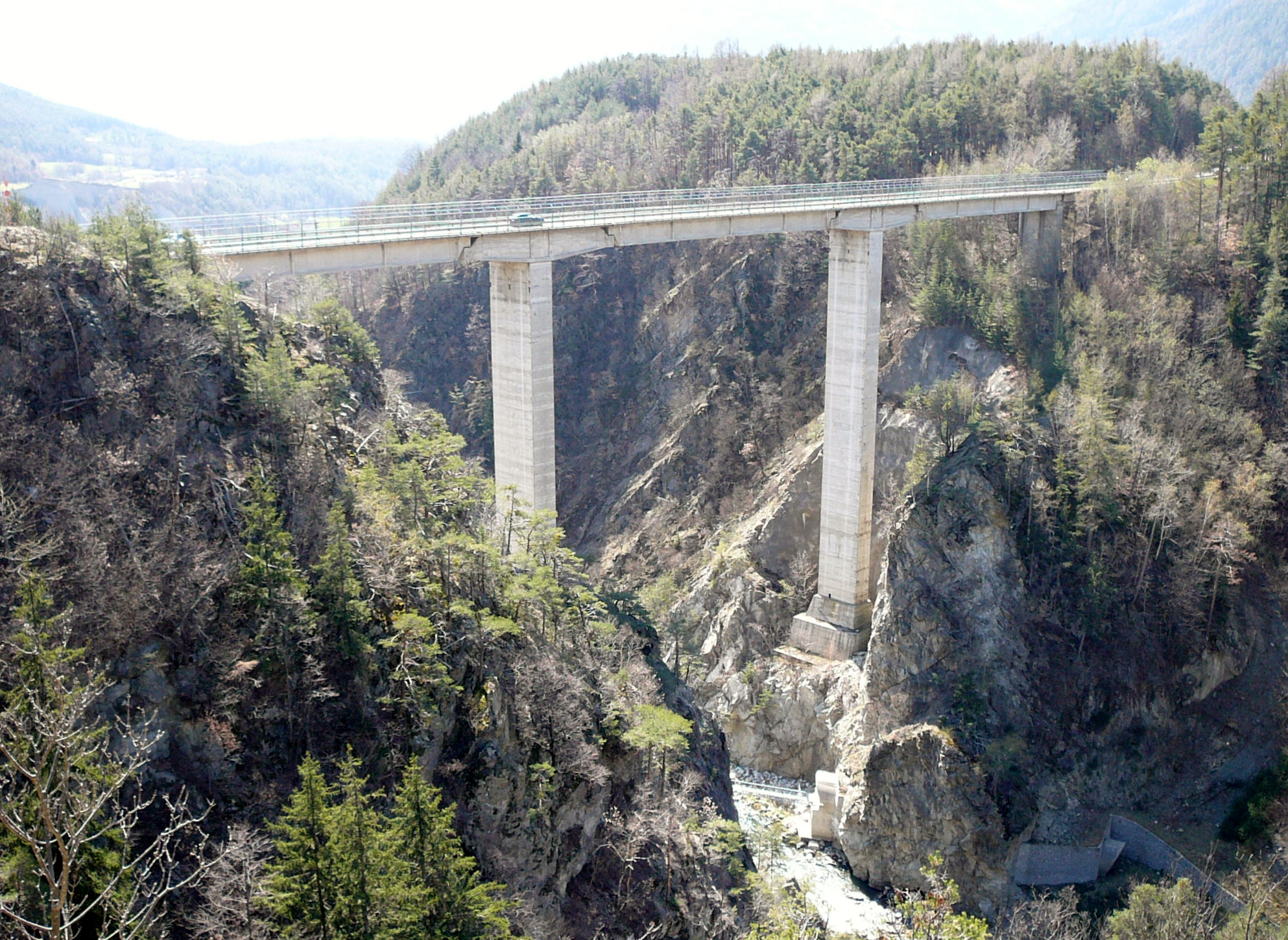
Il ponte stradale di Aica.

Allo stesso tempo, durante il rinnovo della ferrovia della Val Pusteria che collega Fortezza a San Candido, si è deciso di ripristinare la fermata di "Aica-Sciaves".

#### Fiumes
Fiumes (in tedesco Viums), è una piccola frazione del comune di Naz-Sciaves, e conta circa 800 abitanti ed è posta sulla sommità di un altopiano.
Fiumes è circondata dal fiume Rienza e si divide in due parti (Oberdorf ed Unterdorf). Il suo territorio è destinato a zone boschive e agricolturali.
Vi sono due caserme dei vigili del fuoco e una piccola chiesa.
Fiumes vive del turismo e della coltivazione ortofrutticola, in particolare delle mele.

## Economia

### Artigianato
Per quanto riguarda l'artigianato, importante e rinomata è la produzione di mobili d'arte e di arredamenti tipici campagnoli.

## Amministrazione
| Periodo       | Periodo       | Primo cittadino      | Partito                 | Carica  | Note |
| ------------- | ------------- | -------------------- | ----------------------- | ------- | ---- |
| 2005          | 2015          | Peter Gasser         | SVP                     | Sindaco |      |
| maggio 2015   | novembre 2015 | Andreas Unterkircher | Bürgerliste Natz-Schabs | Sindaco |      |
| novembre 2015 | in carica     | Alexander Überbacher | SVP                     | Sindaco |      |